# The Witcher: La pesadilla del lobo (película)
The Witcher: Nightmare of the Wolf (en español The Witcher: La pesadilla del lobo) es una película de fantasía animada en 2D dirigida por Kwang Il Han y producida por Lauren Schmidt Hissrich. La película es un derivado de la serie de televisión de Netflix The Witcher.  Se centra en la historia del origen del mentor y compañero brujo de Geralt, Vesemir. La película se estrenó el 23 de agosto de 2021.

## Sinopsis
La película de fantasía, que es una precuela de la popular serie “The Witcher”, se centra por una parte en la historia de fondo de Vesemir, mentor y figura paterna de Geralt de Rivia, y narra los eventos que lo llevaron a convertirse en brujo, así como los que lo obligaron a repensar sus creencias, prioridades y valores.
Por otra parte la cinta gira en torno a la búsqueda de Kitsu, un monstruo que se origina entre un elfo y un Mahr. Debido a esta combinación particular, la criatura puede crear ilusiones detalladas y poderosas. Kitsu es el producto de la “alquimia mutagénica”, descrita como un secreto “conocido solo por los magos de Kaer Morhen”. En la antigüedad, estos híbridos se crearon para luchar contra los elfos y las antiguas razas. Pero las pruebas iniciales, como dice Reidrich, el mago jefe de los brujos en Kaer Morhen, fueron “poco elegantes”.
Reidrich creó los híbridos entre Kitsu y Mahr, quienes a su vez trató de crear monstruos a su imagen a partir de las chicas elfas que secuestró. Sin embargo, estos experimentos no tuvieron éxito. Después de llegar a Kaer Morhen, Vesemir se enfrenta a Deglan y descubre que él creó a los híbridos. Illyana llega al lugar para advertirles y elige esconderse con los jóvenes aprendices hasta que termine la batalla. Mientras tanto, Tetra teletransporta al híbrido Kitsu-Mahr y todos los demás frente al castillo.
Durante la batalla, todos los brujos mueren excepto Vesemir. El híbrido Kitsu-Mahr hace que Vesemir mate a Reidrich y hiera fatalmente a Illyana. Finalmente, Deglan mata a Tetra antes de sucumbir ante sus propias heridas. Con la muerte de Reidrich y su gente, no queda nadie que posea el conocimiento de la alquimia para convertir a los humanos comunes en brujos. Esto significa que Vesemir tiene que encontrar un mago que pueda realizar tal tarea. En cierto modo es algo bueno, ya que esto le permite a Geralt y a los futuros brujos un nuevo comienzo. La película termina cuando Vesemir asume el papel de mentor de Geralt y los demás aprendices.

## Reparto de voz
- Theo James como Vesemir[6]
- Lara Pulver como Tetra[6]
- Graham McTavish como Deglan[6]
- Mary McDonnell como la señora Zerbst[6]
- Tom Canton como Filavandrel
- Matt Yang King como Luka

## Producción

### Desarrollo
En enero de 2020, Netflix anunció que se estaba preparando una adaptación de la película animada del estudio de animación coreano Studio Mir. El escritor Beau DeMayo explicó que el equipo eligió hacer la película animada en lugar de acción real porque les presentaba algunas posibilidades narrativas "emocionantes". La película utiliza una combinación de animación tradicional y generada por computadora. Al diseñar a Vesemir, el director de animación Han Kwang Il creía que "no debería ser demasiado guapo, pero tenía que ser bastante guapo y atractivo porque es el personaje principal". Para la mayoría de los diseños de personajes, el equipo apuntó a un "estilo europeo/americano", con la excepción de Tetra, cuyo diseño se acercaba más al "estilo japonés".

## Lanzamiento
Durante el evento virtual WitcherCon en julio de 2021, se lanzó un adelanto de "Anuncio de fecha". La película se estrenó el 23 de agosto de 2021.